# Lupinus pycnostachys
Lupinus pycnostachys är en ärtväxtart som beskrevs av Charles Piper Smith. Lupinus pycnostachys ingår i släktet lupiner, och familjen ärtväxter. Inga underarter finns listade i Catalogue of Life.